# Polypodium hydriforme
Polypodium hydriforme ist ein Parasit, der den größten Teil seines Lebens in den Oozyten von Fischen aus der Ordnung der Störartigen (Acipenseriformes) verbringt. Das Adultstadium lebt frei im Süßwasser. Polypodium hydriforme ist die einzige Art der Gattung Polypodium  in der monogenerischen Familie Polypodiidae.
Die systematische Stellung von Polypodium hydriforme war lange Zeit umstritten. Auch nach neueren Untersuchungen ist die genaue Stellung innerhalb der Nesseltiere (Cnidaria) weiterhin unklar.

## Verbreitung
Polypodium hydriforme war lange nur aus Osteuropa bekannt, wo er als Schädling bei der Produktion von Kaviar bekannt war. Er wurde später auch in weiten Gebieten Europas bei weiteren Störartigen nachgewiesen. 1979 gelang erstmals auch der Nachweis in Störartigen in Nordamerika.

## Beschreibung und Lebenszyklus
Polypodium hydriforme hält sich die meiste Zeit seines Lebens in den Oozyten von Störartigen (Acipenseriformes) auf. Er entwickelt sich über mehrere Jahre von einer zweikernigen Zelle (Embryo) mit 15 bis 30 μm im Durchmesser in eine, quasi nach außen gestülpte Planula-ähnliche Larve und später in einen länglichen, ebenfalls umgestülpten Stolon. Die Umstülpung findet wahrscheinlich im Gastrulastadium statt. In beiden Entwicklungsstadien liegt die Epidermis also innen und die Gastrodermis außen. Der Embryo, die Larve und das Stolon sind von einer schützenden polyploiden Zelle umgeben, die auch Verdauungsfunktion hat bzw. Nährstoffe aufnehmen kann. Diese Lage verschwindet in älteren Stadien der Stolonen. Die Larve wächst bis auf etwa 2,5 mm Länge heran, bevor sie sich in das Stolon umbildet. Das Stolon kann über zwei Zentimeter lang werden und bis etwa 100 Knospen haben. Bereits in diesem Stadium werden bis sechs Tentakeln pro Knospe ausgebildet, die jedoch im Innern des Organismus liegen. Kurz vor dem Laichen des Wirtes, stülpen sich die Zelllagen des Parasiten um, die Epidermis kommt nach außen zu liegen, die Gastrodermis innen. Während dieser Umstülpung füllt sich der zukünftige Gastralraum mit Dotter der Wirtsoozyte. Dadurch wird der Parasit für das zukünftige Leben im freien Wasser mit ausreichend Nährstoffen versorgt. Nach dem Ablaichen der Eier des Wirtstieres verlassen die Parasiten die Eier und das Stolon zerlegt sich in zahlreiche, medusen-ähnliche Individuen mit zunächst 24 Tentakeln ohne ausdifferenziertem Gastralraum. Die Tentakeln sind mit Nesselzellen (Cnidozyten) besetzt. Die Nesselzellen gehören alle zum Typ der atrichen Isorhizen. Etwa zwei Tage später teilen sich die Medusen-ähnlichen Individuen ungeschlechtlich der Länge nach. Die meisten Polypen haben nun zwölf Tentakeln. Es bilden sich Gastralraum und Mund aus. Dabei ist allerdings nicht ganz sicher, ob dieses medusenähnliche Stadium tatsächlich dem Medusenstadium der Medusozoa entspricht, oder eher dem Polypenstadium. Sie erreichen mit ausgestreckten Tentakeln einen Durchmesser von über einem Zentimeter. Nach dem Aufbrauchen des Dottervorrates werden auch Wenigborster (Oligochaeta) (Tubifex), Strudelwürmer (Turbellaria) und Rädertierchen (Rotifera) erbeutet. Sie pflanzen sich später auch geschlechtlich fort. Die Details sind bisher aber kaum bekannt. Die Gametophoren werden von den adulten Exemplaren von Polypodium hydriforme bereits an die Prälarven mit noch großem Dottervorrat von z. B. Acipenser stellatus angeheftet. Wie die befruchteten Eier dann in die Oozyten gelangen, ist nicht bekannt.

## Systematik
Nach neuesten molekulargenetischen Untersuchungen ist Polypodium ein Nesseltier. Zwar war dies aufgrund der Nematozysten schon vorher vermutet worden, doch war z. B. auch ein Schwestergruppenverhältnis mit den Myxozoa postuliert worden. Dann wäre der Besitz von Nesselzellen jedoch nicht mehr einzigartig für die Nesseltiere gewesen. Die Position innerhalb der Cnidaria ist dagegen weniger sicher. Mit einiger Wahrscheinlichkeit gehört Polypodium zu den Medusozoa (d. h. Hydrozoa, Scyphozoa, Staurozoa und Cubozoa). Raikova (1994) stellte für diese Art eine eigenständige Klasse Polypodiozoa innerhalb der Nesseltiere auf. Eine Besonderheit stellt zudem der Lebensraum, das Süßwasser, dar. Allerdings gibt es mindestens zwei Hydrozoen-Gruppen, die unabhängig voneinander den Wechsel in das Süßwasser vollzogen haben.